# Mannophryne speeri
Mannophryne speeri La Marca, 2009 è un anfibio anuro, appartenente alla famiglia degli Aromobatidi.

## Etimologia
L'epiteto specifico è stato dato in onore di Jason W. Speer.

## Distribuzione e habitat
È endemica del Venezuela. Si trova a 960 metri di altitudine nello stato di Lara.